# 275a Divisió d'Infanteria (Alemanya)
La 275a Divisió d'Infanteria (275. Infanterie-Division) va ser una divisió d'infanteria de la Wehrmacht durant la Segona Guerra Mundial.

## Historial
Va ser formada a finals de 1943, a França, a partir de restes de la  223a Divisió d'Infanteria. Va ser comandada pel Generalleutnant Hans Schmidt entre el 10 de desembre de 1943 fins a la seva dissolució, el 22 de novembre de 1944.
Tot just després dels Desembarcament de Normandia, dos batallons d'infanteria, un batalló de fusellers, un d'artilleria i dos companyies d'enginyers van ser enviats a la regió. La resta de la divisió els seguí a mitjans de juliol.
Va patir greus pèrdues a la Bossa de Falaise i va ser enviada a Aachen per refer-se. Allà va ser reforçada pels batallons XII i XX de la Luftwaffe, sent enviada posteriorment a la zona de Düren-Hürtgenwald a on patí greus pèrdues i va dissoldre's. Amb les restes es formà la  344a Divisió d'Infanteria.
La 275a Divisió d'Infanteria va ser reformada el gener de 1945, prop de Flensburg, i va ser enviada al Front Oriental, sent totalment destruïda en la bossa de Halbe a finals d'abril de 1945.

## Orde de batalla
A mitjans de 1944, la 275a Divisió d'Infanteria presentava el següent orde de batalla:
- 983. Grenadier Regiment
- 984. Grenadier Regiment
- 985. Grenadier Regiment
- 275.Panzerjäger Abteilung
- 275. Artillerie Regiment (4 batallons)
- 275.Pioniere Battalion
- 275. Fusilier Battalion
- 275. Tropes de Senyals / Subministraments